# テポツォトゥラン
テポツォトゥラン（Tepotzotlán）は、メキシコのメヒコ州にある基礎自治体。メキシコシティの40km北東に位置する。町は16世紀設立の神学校を中心に形成された。この学校の建物は現在国立博物館として使われており、世界遺産にも登録されている。町はプエブロ・マヒコに選出されている。

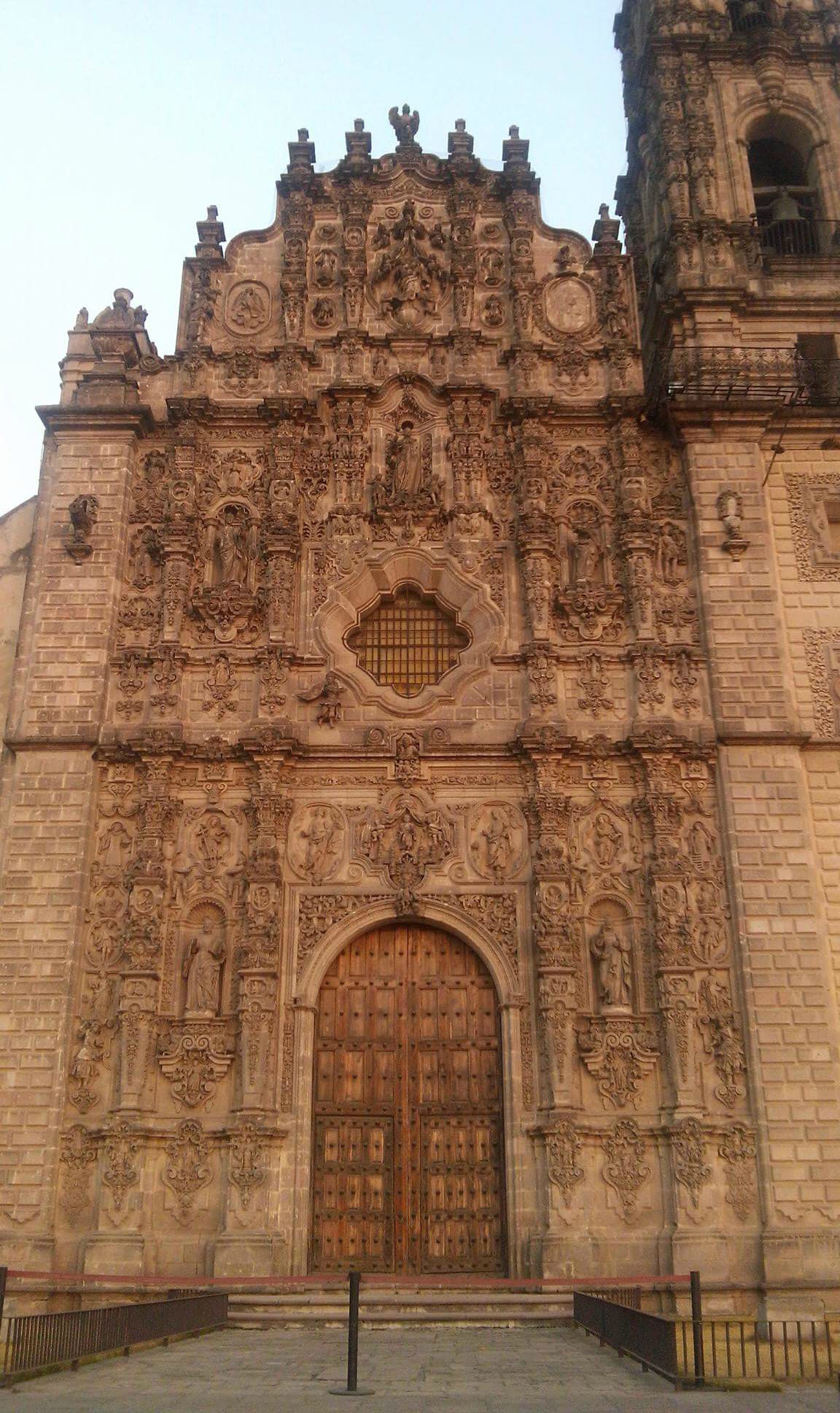
国立博物館